# Forcerat perspektiv

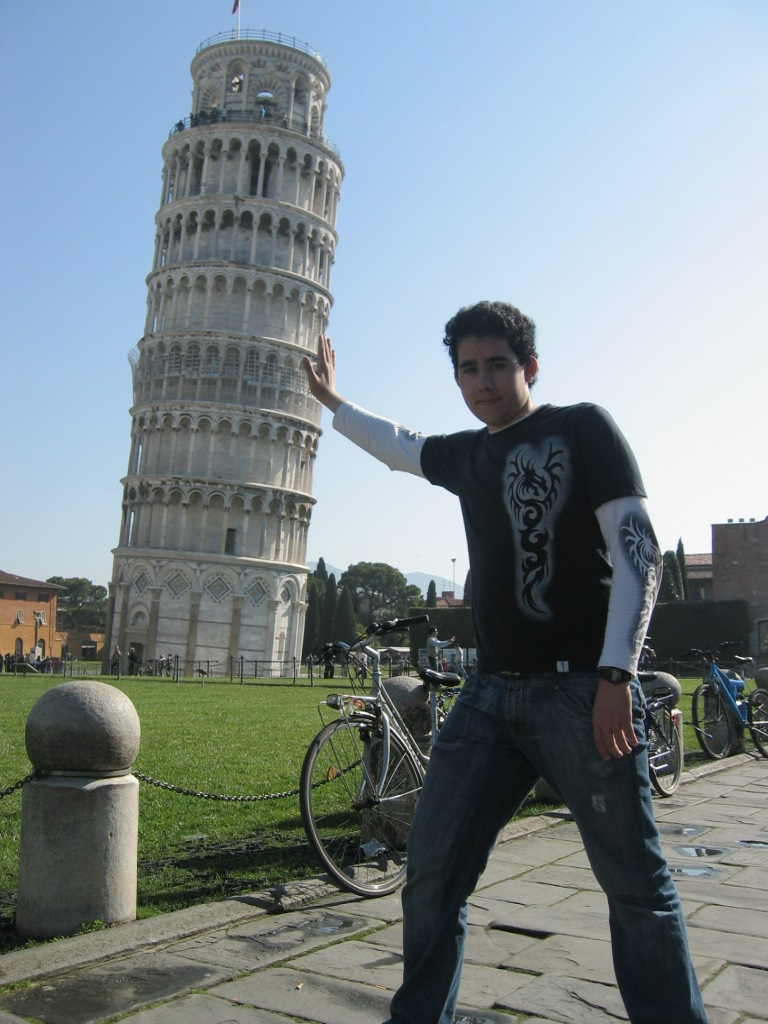
Stöd för lutande tornet i Pisa

Forcerat perspektiv (engelska, forced perspective, ungefär ’tvingat perspektiv’) är en teknik som ingår i en optisk illusion, för att få ett objekt att se större eller mindre ut än det verkligen är. Det är först och främst använt inom fotografering och arkitektur. Det manipulerar den mänskliga visuella perceptionen genom användandet av ett skalat objekt och korrelationen mellan dem den önskade positionen på åskådarens eller kamerans öga.

## Forcerat perspektiv i film
Exempel på tvingande perspektiv:
- En scen i en action- eller äventyrsfilm där dinosaurier hotar hjältarna: Genom att placera en miniatyrmodell av en dinosaurie nära filmkameran, kommer den att se enormt stor ut i betraktarens öga, trots att den egentligen bara är närmare kameran.

- En scen där två skådespelare ska agera i förgrunden i en katedral: Istället för att faktiskt filma inuti katedralen, kan regissören låta montera en större bild av katedralens interiör i en studio och sedan filma skådespelarna framför bilden. Detta ger effekten av att skådespelarna står i förgrunden till ett större rum, när de i verkligheten står vid en plan yta.

Ett tvingat perspektiv kan göras väl så trovärdigt som tagningar i reell miljö. Finalscenen i den berömda filmen Casablanca, som utspelade sig på en flygplats under en storm, var helt tagen i en studio. Scenen hade som bakgrund en bild av ett flygplan som fick service av småväxta skådespelare som stod vid bilden. En downpour (skapad i studio) drog bort tillräckligt mycket av åskådarens uppmärksamheten från bakgrunden och gjorde det simulerade perspektivet mindre synligt.
Ett känt exempel i sammanhanget är en scen från Andrej Tarkovskijs Nostalghia. Tagningen börjar med en närbild av en man och hans hund, med ett litet hus i fjärran. En kontinuerligt långsam kamerabackning visar mannen, hunden och hela bondgården inuti San Galganos kyrka. Tagningen gjordes genom att använda en bondgård i miniatyr som placerades nära mannen och hunden, och filmad med en optik vald för att få huset att till en början verka avlägset .
En hel del filmer på 50 och 60-talet, främst b-filmer, hade ofta inslag av denna teknik och kunde ibland färdigställas utan tillräcklig kunskap om ljusteknik, vilket kunde resultera i att förgrundens aktörer kom att verka oskarpa eller felaktigt exponerade.

### Ljussättningens roll
I tidigt användande av forced perspective, visade lågbudgetfilmer objekt som var klart avvikande från sina omgivningar - ofta oskarpa eller med annan ljusstyrka. Den viktigaste anledningen till detta var geometrisk. Ljuset från en punktkälla sprider sig i en sfärisk vågrörelse  och minskar i intensitet (eller illuminans) omvänt mot kvadraten på avståndet. Detta innebär att ljuskällan måste vara fyra gånger så stark för att ge samma ljusvärde på ett objekt som befinner sig på dubbla avståndet. För att skapa illusionen av att ett avlägset objekt är på samma avstånd som ett mer närliggande objekt och återges i korrekt skala, erfordras mer ljus.
Genom att öppna kamerans bländare fångar den upp mer ljus och tillåter både nära och fjärran objekt att få en jämförbar ljusnivå, men detta har också en bieffekt i form av minskat skärpedjup. Detta gör antingen de nära eller de fjärran objekten oskarpa. Genom att öka ljusmängden på de fjärran objekten, kan bländarens öppning minimeras med en påföljande ökning av skärpedjupet. Både de nära och de avlägsna objekten kan då avbildas med tillräcklig skärpa, och vid en korrekt skalning förefaller de således att vara på samma avstånd.
Då miniatyrmodeller måste belysas mycket hårdare än scenens huvudfokus, kommer de, vid användande av för filmindustrin typiska ljuskällor, att utsättas för en kraftig temperaturhöjning . De måste därför från början vara konstruerade för att tåla detta.

### Rörligt forcerat perspektiv
Peter Jacksons filmtrilogi om Sagan om ringen använder ett nära nog ständigt "tvingat perspektiv". Karaktärer som synbarligen står bredvid varandra i filmen, står under filminspelningen med avsevärt avstånd från varandra i djupled. Detta får filmens småvuxna karaktärer, som Hober och dvärgar, att framstå som passande små gentemot andra karaktärer.
En ny teknik med denna princip utvecklades i samband med filmserie som möjliggjorde rörliga tagningar. Delar av scener var placerade på rörliga plattformar som mer precis kunde samköras med kamerans förflyttningar, så att den optiska illusionen kunde bevaras vid tagningens alla ögonblick. Samma teknik användes även i Harry Potter-filmerna för att få karaktären Hagrid att se jättelik ut. Notera att rekvisita jämte Harry och hans vänner är av normal storlek, medan de som syns samtidigt som Hagrid i själva verket är nedskalade.
Tekniken utvecklades runt en nodal point-axel, som synkroniserar kamerans panoreringsaxel med den punkt mellan linsen och bländaren där kamerans ljusaxel befinner sig.

### Digitala effekter
En annan metod är att filma mindre karaktärer är att använda rekvisita av normal storlek under tagningen för att sedan använda nedskalad rekvisita under de större karaktärernas tagning och sedan kombinera de olika tagningarna digitalt. Detta är förmodligen en mer kostnadseffektiv och kvalitativ modern lösning, som kan förmodas användas allt mer vid bluescreen-filmning i tv-produktioner.

### Komiska effekter
Som i många filmer och effekter, kan forced perspective användas för att åskådliggöra komik. Det typiska är att ett objekt eller en karaktär porträtteras i en scen och får sin storlek definierad av omgivningens storlek. Karaktären interagerar sedan med referensen, vilket startar processen att visa betraktaren att den blivit utsatt för ett tvingat perspektiv.
Helan och Halvan-filmen Brats från 1930, använde ett tvingat perspektiv för att åskådliggöra Helan och Halvan som vuxna samtidigt som de spelade sina egna söner.
Ett annat komiskt exempel kan hittas i komedin Top Secret!, där en scen som verkar börja med att en ringande telefon i förgrunden påkallar uppmärksamhet från en karaktär i bakgrunden. När denne sedan rör sig mot kameran och närmar sig telefonen och tar upp luren, blir det plötsligt uppenbart att telefonen var extremt överdimensionerad istället för att bara vara nära kameran. En annan scen i samma film börjar med en närbild på ett armbandsur, medan nästa scen visar att karaktären har en enorm klocka. 
Samma teknik används även i Dennis Waterman-sketchen i serien Little Britain från brittiska BBC. I tv-versionen används överdimensionerad rekvisita för att karaktären Waterman som i verkligheten har normallängd, ska se ut att vara knappt metern lång. I en del fall är han ännu mindre, då han figurerar ihop med en skolåda, vilken han förefaller att vara jämnstor med.
I komedin Father Ted från Channel 4 skapar idén med forcerat perspektiv bryderi. Father Ted förklarar för Father Dougal att de små plastkorna han håller i handen ser större ut än de riktiga korna som Dougal kan se på åkern, därför att de befinner sig 'längre bort'. Ted misslyckas då Father Dougal är oförmögen att förstå konceptet med perspektiv.
Den mest spridda och vardagligaste användningen av det tvingade perspektivet ses förmodligen i de foton där en person i förgrunden förefaller att stötta det lutande tornet i Pisa.

## Forcerat perspektiv i arkitekturen
I arkitekturen kan en byggnad vara formgiven för att verka vara större, högre, längre bort osv genom att justera objektets skala i relation till betraktaren, och detta för att öka eller minska intrycket av djupet.
Om ett tvingat perspektiv ska användas för att få ett objekt att framstå som mer avlägset än det är, kan exempelvis kan följande metod användas. Genom att successivt minska skalan på ett objekts förväntade regelbundenhet till den, från betraktarens öga, mest avlägsna punkten skapas en illusion att detta objekt är mindre, därför att det befinner sig längre bort.
Frihetsgudinnan är konstruerad med ett något tvingat perspektiv för att framstå som mer proportionerlig när hon ses från sin bas. När statyn tillverkades i slutet av 1800-talet, innan flyget var utvecklat, fanns det få andra perspektiv att se statyn ifrån. Detta blev ett problem att lösa för teknikerna som arbetade med specialeffekter vid inspelningen av Ghostbusters II. De fick vid konstruktionen av kopian invertera det tvingade perspektivet, så att deras modells överdel inte skulle se övertung ut när den fotograferades i huvudhöjd.
Michelangelos staty 'David' har också en tvingad proportion, genom dess överdimensionerade händer och fötter - detta för att den ska se högre ut när den ses underifrån.
Forced perspective används flitigt i somliga temaparker och i postmodern arkitektur som exempelvis kan hittas i Las Vegas i USA. Där används detta perspektiv i hög grad för att få byggnadsverk att framstå som större och mer avlägsna än de egentligen är, genom att använda optiska illusioner för att höja underhållningsvärdet.

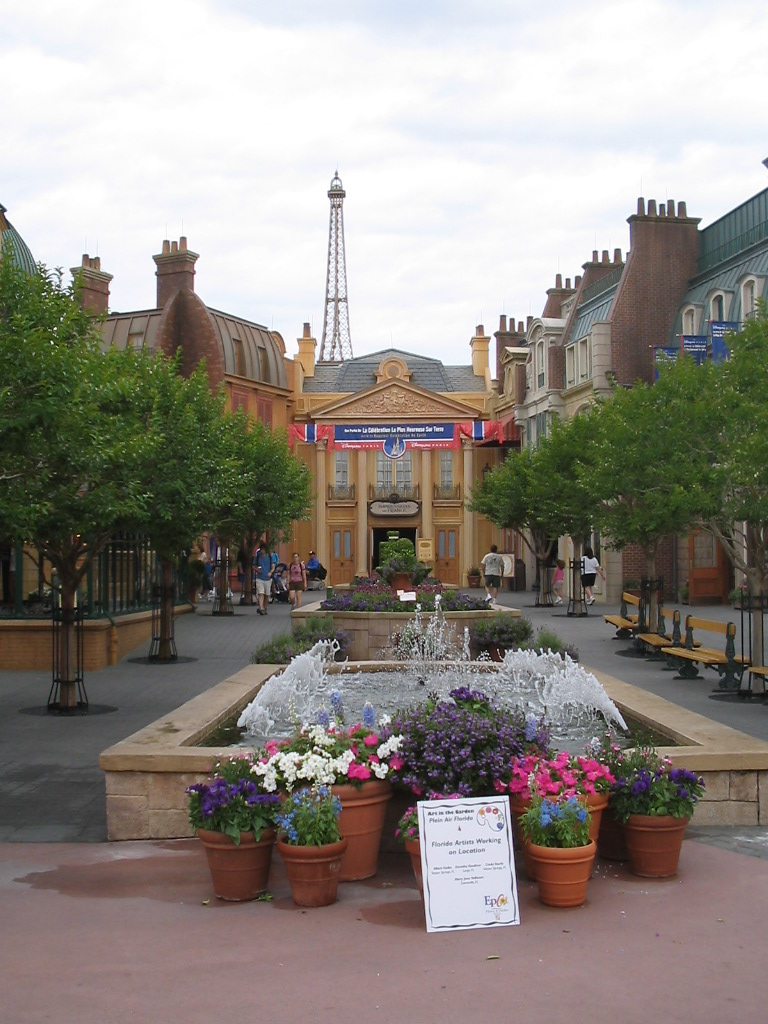
Den franska paviljongen vid Epcot i Florida är ett exempel på objekt och strukturer utlagda i en ordning som ska öka djupintrycket. Gatan och växterna är ihoptryckta allt eftersom, för att få en effekt av en gata som ser längre ut. Byggnaden i änden av gatan och miniatyrkopian av Eiffeltornet är anpassade så att de ska se skalenliga ut, fast de i verkligheten inte står så långt borta som det ser ut.